# Earl of Meath

Wappen der Earls of Meath

Earl of Meath ist ein erblicher britischer Adelstitel in der Peerage of Ireland.
Familiensitz der Earls ist Kilruddery House bei Bray im County Wicklow.

## Verleihung
Der Titel wurde am 16. April 1627 für den anglo-irischen Adligen William Brabazon, 2. Baron Ardee, geschaffen. Der Titel wurde mit dem besonderen Zusatz verliehen, dass er in Ermangelung männlicher Nachkommen auch an dessen jüngeren Bruder Hon. Sir Anthony Brabazon († 1636) vererbbar sei.

## Nachgeordnete Titel
Der 1. Earl hatte bereits 1625 von seinem Vater den fortan nachgeordneten Titel Baron Brabazon, of Ardee, („Lord Brabazon, Baron of Ardee“) geerbt, der diesem am 19. Juli 1616 in der Peerage of Ireland verliehen worden war. Der spätere 3. Earl und ebenso der spätere 6. Earl wurden am 30. Oktober 1665 bzw. am 9. März 1715 durch Writ of Acceleration als Baron Brabazon ins irische House of Lords berufen und erbten dadurch jeweils vorzeitig den Baronstitel von ihrem Vater.
Dem 10. Earl wurde am 10. September 1831 in der Peerage of the United Kingdom auch der Titel Baron Chaworth, of Eaton Hall in the County of Hereford, verliehen. Dieser war im Gegensatz zu den irischen Titeln bis 1999 mit einem erblichen Sitz im britischen House of Lords verbunden.

## Liste der Barone Brabazon und Earls of Meath

### Barone Brabazon (1616)
- Edward Brabazon, 1. Baron Brabazon († 1625)
- William Brabazon, 2. Baron Brabazon (1580–1651) (1627 zum Earl of Meath erhoben)

### Earls of Meath (1627)
- William Brabazon, 1. Earl of Meath (um 1580–1651)
- Edward Brabazon, 2. Earl of Meath (um 1610–1675)
- William Brabazon, 3. Earl of Meath (um 1635–1685)
- Edward Brabazon, 4. Earl of Meath (um 1638–1707)
- Chambré Brabazon, 5. Earl of Meath (um 1645–1715)
- Chaworth Brabazon, 6. Earl of Meath (1686–1763)
- Edward Brabazon, 7. Earl of Meath (1691–1772)
- Anthony Brabazon, 8. Earl of Meath (1721–1790)
- William Brabazon, 9. Earl of Meath (1769–1797)
- John Brabazon, 10. Earl of Meath (1772–1851)
- William Brabazon, 11. Earl of Meath (1803–1887)
- Reginald Brabazon, 12. Earl of Meath (1841–1929)
- Reginald Brabazon, 13. Earl of Meath (1869–1949)
- Anthony Brabazon, 14. Earl of Meath (1910–1998)
- John Brabazon, 15. Earl of Meath (* 1941)

Titelerbe (Heir apparent) ist der Sohn des aktuellen Titelinhabers, Anthony Brabazon, Lord Ardee (* 1977).